# Hermanos Grimm
Los hermanos Grimm (die Brüder Grimm o die Gebrüder Grimm), Jacob Grimm (Hanau, Hesse; 4 de enero de 1785-Berlín, 20 de septiembre de 1863) y Wilhelm Grimm (ibídem; 24 de febrero de 1786-Berlín, 16 de diciembre de 1859), fueron eruditos, filólogos, mitólogos, investigadores culturales, lexicógrafos y escritores alemanes que coleccionaron y publicaron juntos folclore y libros durante el siglo XIX. Están entre los primeros y más conocidos coleccionistas de cuentos porque popularizaron relatos orales tradicionales como La Cenicienta (Aschenputtel), El príncipe rana (Der Froschkönig), La pastora de ocas (Die Gänsemagd), Hansel y Gretel (Hänsel und Gretel), Rapunzel (Rapunzel), Rumpelstiltskin (Rumpelstilzchen), La bella durmiente (Dornröschen) y Blancanieves (Schneewittchen). Su colección clásica de cuentos de hadas, Cuentos de la infancia y del hogar (Kinder- und Hausmärchen), se publicó por primera vez en dos volúmenes en 1812 y 1815.
Los hermanos nacieron en la localidad de Hanau, estado de Hesse-Kassel, actual Alemania, aunque vivieron casi toda su infancia en la cercana Steinau an der Strasse. La muerte de su padre en 1796 empobreció a la familia y afectó a los hermanos durante años. Estudiaron en la Universidad de Marburgo, donde comenzaron su tarea vital de investigar la historia antigua de la literatura y el idioma alemán, incluidos los cuentos populares. El auge del Romanticismo durante el siglo XVIII había revivido el interés por la tradición de los cuentos orales, que en opinión de los Grimm y sus colegas representaban una forma pura de la cultura y la literatura nacionales. Los hermanos establecieron una metodología para coleccionar y registrar por escrito historias populares que se convirtió en la base de los estudios del folclore. Entre la primera edición de 1812-1815 y la séptima y última de 1857, los Grimm revisaron su colección numerosas veces y la aumentaron de 157 a más de 200 cuentos. Además de recopilar y publicar estos cuentos, los hermanos reunieron leyendas alemanas. Individualmente, publicaron una gran cantidad de estudios lingüísticos y literarios, mientras que en colaboración comenzaron a trabajar en un ambicioso diccionario histórico alemán, el Deutsches Wörterbuch, que dejaron incompleto a su muerte. Por ello, están considerados entre los fundadores de la filología alemana. La ley de Grimm (1822), sobre un fenómeno de la evolución de las lenguas germánicas, recibe su nombre de Jacob Grimm.
Muchos de los cuentos populares recopilados por los Hermanos Grimm siguen gozando de enorme popularidad. Han sido traducidos a más de cien idiomas y adaptados al cine en innumerables ocasiones. Durante las décadas de 1930 y 1940, sus cuentos fueron usados como propaganda por la Alemania nazi. A finales del siglo XX, psicólogos como Bruno Bettelheim han reafirmado el valor del trabajo de los hermanos, a pesar de la violencia y crueldad de las versiones originales de algunos cuentos, que los propios Grimm finalmente suavizaron.

## Biografía

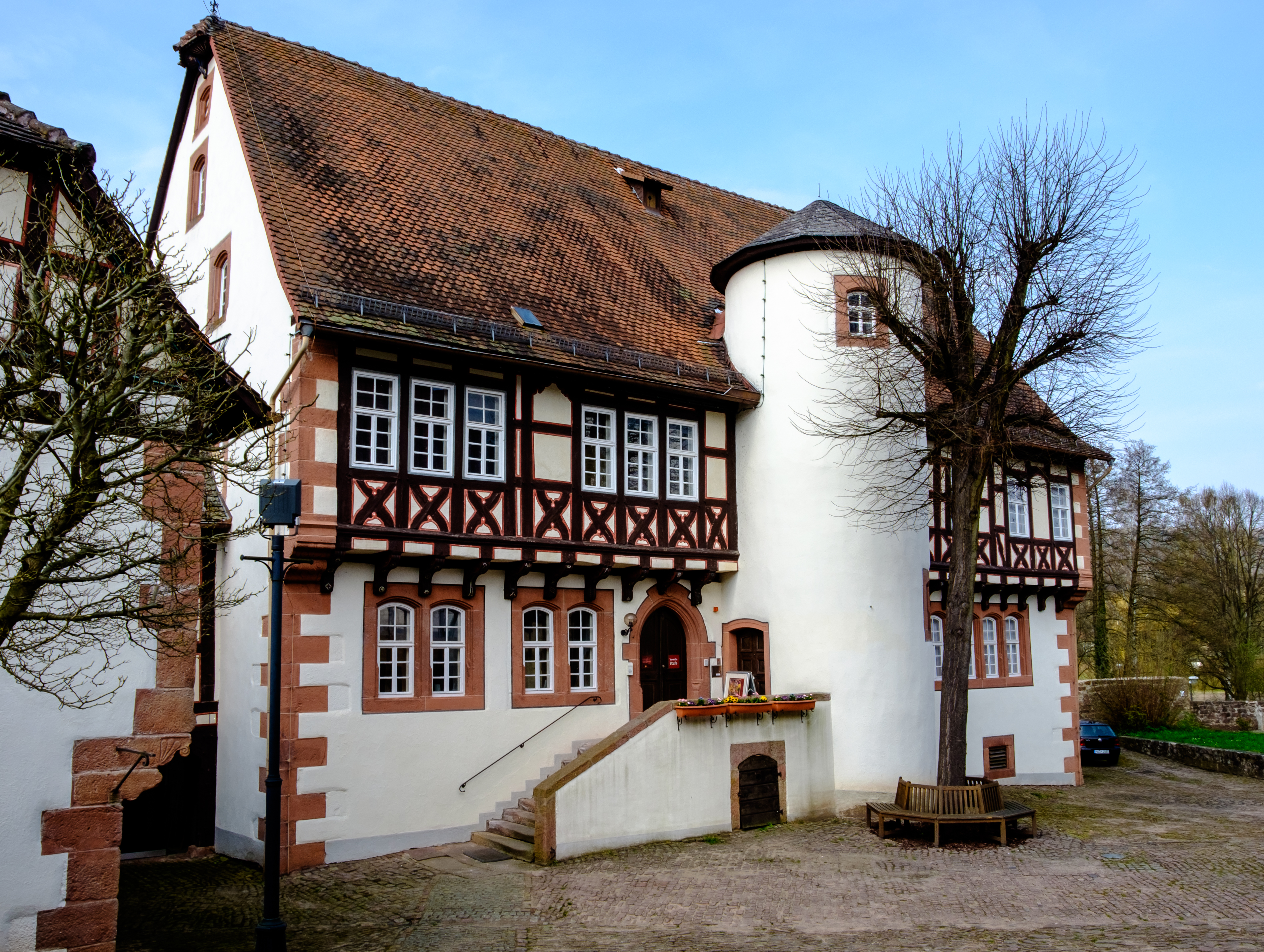
Casa en la que Jacob y Wilhelm vivieron en Steinau desde 1791 a 1796.

Jacob (1785-1863) y su hermano Wilhelm (1786-1859) nacieron y se criaron en una familia de la burguesía intelectual alemana. Los tres hermanos Grimm (ya que fueron tres, en realidad; el tercero, Ludwig, fue pintor y grabador) no tardaron en hacerse notar por sus talentos: tenacidad, rigor y curiosidad en Jacob, dotes artísticos y urbanidad en Wilhelm. A los veinte años de edad, Jacob trabajaba como bibliotecario y Wilhelm como secretario de la biblioteca. Antes de llegar a los setenta años, habían logrado sobresalir gracias a sus publicaciones.
Fueron profesores universitarios en Kassel (1829 y 1837, respectivamente). Siendo profesores de la Universidad de Gotinga, los despidieron en 1837 por protestar contra el rey Ernesto Augusto I de Hannover. Al año siguiente fueron invitados por Federico Guillermo IV de Prusia a Berlín, donde ejercieron como profesores en la Universidad Humboldt.
Tras las Revoluciones de 1848, Jacob fue miembro del Parlamento de Fráncfort.

## Obra
Entre sus primeras publicaciones figuran Edda, epopeya finlandesa del siglo XIII y diversos textos poéticos traducidos del alto alemán.
La labor de los hermanos Grimm no se limitó a recopilar historias, sino que se extendió también a la docencia y la investigación lingüística, especialmente de la gramática comparada y la lingüística histórica. Sus estudios de la lengua alemana son piezas importantes del posterior desarrollo del estudio lingüístico (como la Ley de Grimm), aunque sus hipótesis sobre el origen divino del lenguaje fueron rápidamente desechadas.
Además de sus cuentos de hadas, los Grimm también son conocidos por su obra Deutsches Wörterbuch, un diccionario en treinta y tres tomos con etimologías y ejemplos de uso del léxico alemán, que no fue concluido hasta 1960.
En 1816 y 1818 aparecieron los dos volúmenes de una colección de sagas alemanas (Deutsche Sagen) que, sin embargo, no tuvo tanto éxito como su colección de cuentos.
También publicaron una selección comentada de romances españoles titulada Silva de romances viejos.

### Cuentos de hadas

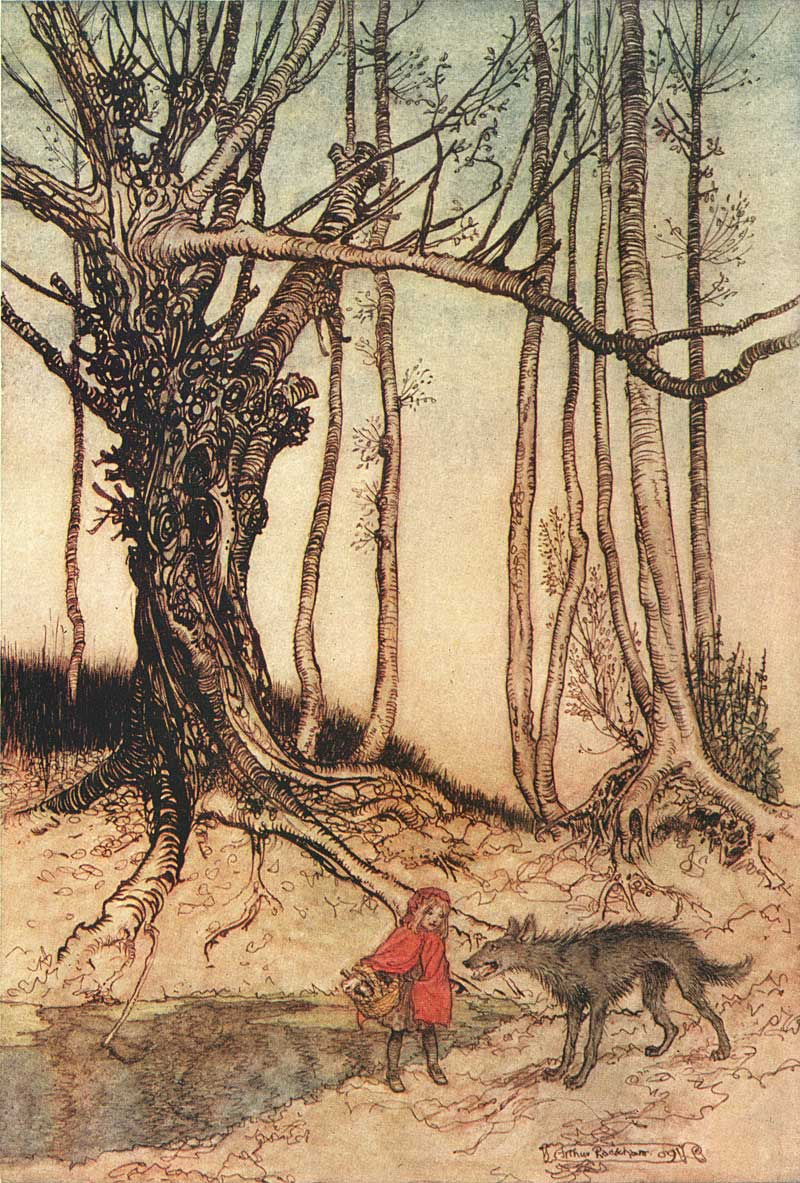
Los Grimm definieron Caperucita Roja, aquí en una ilustración de Arthur Rackham, como representativa de una única historia alemana, aunque existen varias versiones regionales.

Las investigaciones eruditas realizadas por los hermanos Grimm tomaron otro cariz cuando Prusia fue invadida y ocupada por el ejército napoleónico. Los Discursos a la Nación alemana de Fichte (1810) reforzaron la corriente nacional y popular que fue la encargada de organizar la resistencia alemana. Se trata de entregarse a Alemania de cuerpo y alma. Dos amigos de Wilhelm, los románticos Clemens Brentano y Achim von Arnim, ponen manos a la obra y preparan la edición de una antología de poemas antiguos destinados a los niños: Des Knaben Wunderhorn (1806) [El cuerno maravilloso del muchacho]. Los hermanos Grimm se entusiasman. También ellos pueden ayudar a devolverle sus raíces a Alemania publicando los cuentos que han recopilado. Jacob y Wilhelm empezaron a recopilar y elaborar los cuentos de la tradición oral en el entorno burgués de Kassel, marcado por el carácter de los hugonotes. Fue justamente de una mujer proveniente de una familia de hugonotes de quien obtuvieron gran parte de las historias recogidas en su libro Kinder- und Hausmärchen (Cuentos para la infancia y el hogar), dos volúmenes publicados en 1812 y 1815. La colección fue ampliada en 1857 y se conoce popularmente como Cuentos de hadas de los hermanos Grimm. Su extraordinaria difusión ha contribuido decisivamente a divulgar cuentos como Blancanieves, La Cenicienta, Barba Azul, Hänsel y Gretel, Rapunzel, La Bella Durmiente, El Gato con Botas, Elisa la lista, La fuente de las hadas, Juan sin miedo y Pulgarcito. Un aspecto controvertido de este éxito es que en muchos lugares su versión escrita ha desplazado casi por completo a las que seguían vivas en la tradición oral local.
Los textos se fueron adornando y, a veces, censurando de edición en edición debido a su extrema dureza. Los Grimm se defendían de las críticas argumentando que sus cuentos no estaban dirigidos a los niños. Pero, para satisfacer las exigencias del público burgués, tuvieron que cambiar varios detalles de los originales. Por ejemplo, la madre de Hansel y Gretel pasó a ser una madrastra, porque el hecho de abandonar a los niños en el bosque (cuyo significado simbólico no se reconoció) no coincidía con la imagen tradicional de la madre de la época. También hubo que cambiar o, mejor dicho, omitir alusiones sexuales explícitas.
Los autores recogieron algunos cuentos franceses gracias a Dorothea Viehmann y a las familias Hassenflug y Wild (una hija de los Wild se convertiría después en la esposa de Wilhelm). Pero para escribir un libro de cuentos verdaderamente alemán, aquellos cuentos que llegaron de Francia a los países de habla alemana, como El Gato con Botas o Barba Azul, tuvieron que eliminarse de las ediciones posteriores.

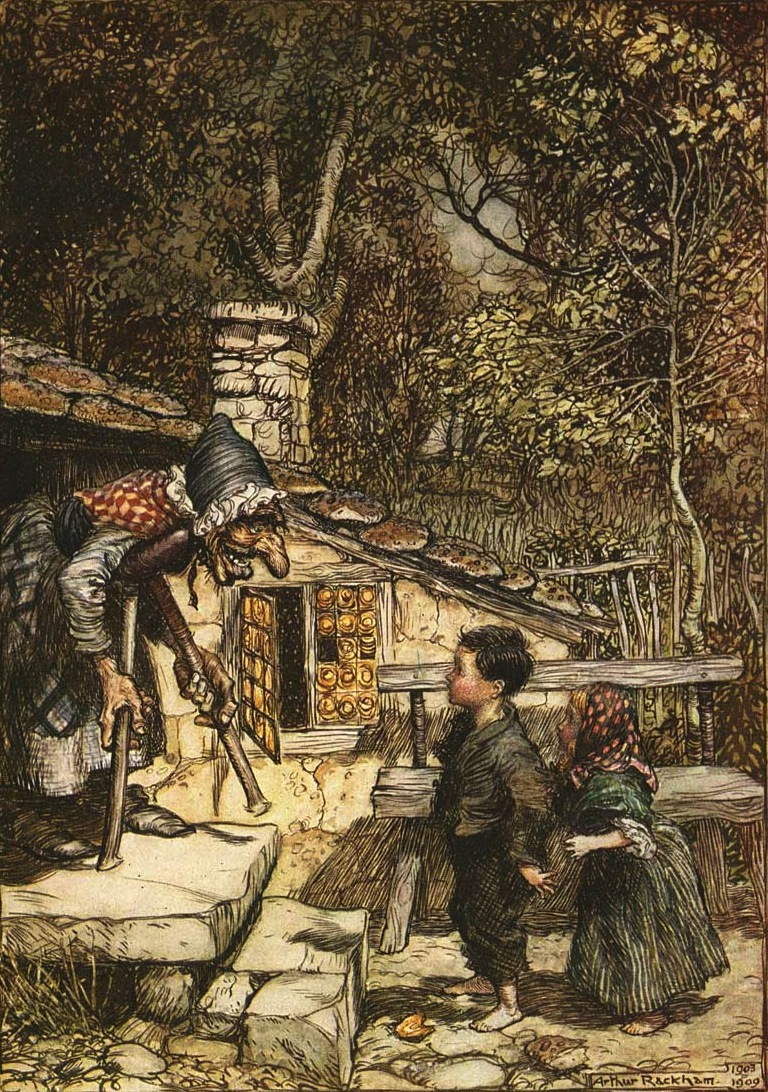
Hansel y Gretel, ilustrado por Arthur Rackham, era un «cuento de advertencia» para niños.

En 1812 los hermanos Grimm editaron el primer tomo de Cuentos para la infancia y el hogar, en el cual publicaban su recopilación de cuentos, al que siguió en 1814 su segundo tomo. Una tercera edición apareció en 1837 y la última edición supervisada por ellos, en 1857. Las primeras colecciones se vendieron modestamente en Alemania, al principio apenas unos cientos de ejemplares al año. Las primeras ediciones no estaban dirigidas a un público infantil; en un principio los hermanos Grimm rehusaron utilizar ilustraciones en sus libros y preferían las notas eruditas a pie de página, que ocupaban casi tanto espacio como los cuentos mismos. En sus inicios nunca se consideraron escritores para niños sino folcloristas patrióticos. Alemania en la época de los hermanos Grimm había sido invadida por los ejércitos de Napoleón, y el nuevo gobierno pretendía suprimir la cultura local del viejo régimen de feudos y principados de la Alemania de principios del siglo XIX.
Sería a partir de 1825 cuando alcanzarían mayores ventas, al conseguir la publicación de la Kleine Ausgabe (Pequeña Edición) de 50 relatos con ilustraciones fantásticas de su hermano Ludwig. Esta era una edición condensada destinada para lectores infantiles. Entre 1825 y 1858 se publicarían diez ediciones de esta Pequeña Edición.
A mediados del siglo XIX, en algunos sectores de América del Norte la colección de cuentos era condenada por maestros, padres de familia y figuras religiosas debido a su crudo e incivilizado contenido, ya que representaba la cultura medieval con todos sus rígidos prejuicios, crudeza y atrocidades. Los adultos ofendidos se oponían a los castigos impuestos a los villanos. Un ejemplo se puede ver en la versión original de Blancanieves, donde a la malvada madrastra se le obliga a bailar con unas zapatillas de hierro ardiente al rojo vivo hasta caer muerta. Los primeros libros ilustrados fueron hechos por los editores ingleses. Una vez que los hermanos Grimm descubrieron a su nuevo público infantil se dedicaron a refinar y suavizar sus cuentos.
Los doscientos diez cuentos de la colección de los Grimm forman una antología de cuentos de hadas, fábulas, farsas rústicas y alegorías religiosas. La colección ha sido traducida a más de ciento sesenta idiomas. Los cuentos y los personajes han sido usados en el teatro, la ópera, las historietas, el cine, la pintura, la publicidad y la moda. Los ejemplares manuscritos de Cuentos para la infancia y el hogar propiedad de la biblioteca de la Universidad de Kassel fueron incluidos en el Programa Memoria del Mundo de la Unesco en 2005. Tras la Segunda Guerra Mundial y hasta 1948 estuvo prohibida la venta de los cuentos de los hermanos Grimm en la zona de ocupación inglesa, ya que los ingleses los consideraban como una prueba de la supuesta maldad de los alemanes durante la guerra.
La actual edición (1996 y 2004) de las versiones originales de los hermanos Grimm fue publicada por Hans-Jörg Uther. La primera traducción al español fue hecha directamente del alemán, en 1879, por Don José S. Viedma (1831-1898).

#### Lista de cuentos de Hadas de los hermanos Grimm
- Hansel y Gretel
- El amadísimo Rolando
- Cuentos completos I
- Cuentos completos II
- Cuentos completos III
- Cuentos completos IV
- Cuentos tradicionales
- El enano saltarín
- El lobo y los siete cabritos
- El rey de los ladrones y otros cuentos
- La casita de azúcar
- Los músicos de Bremen
- Rapunzel
- Juan sin miedo
- Blancanieves
- Caperucita roja
- La Cenicienta

## En el cine
Los cuentos de los hermanos Grimm han sido muy populares desde sus orígenes. En el siglo XX su fama creció gracias a la generalización de la lectura infantil.

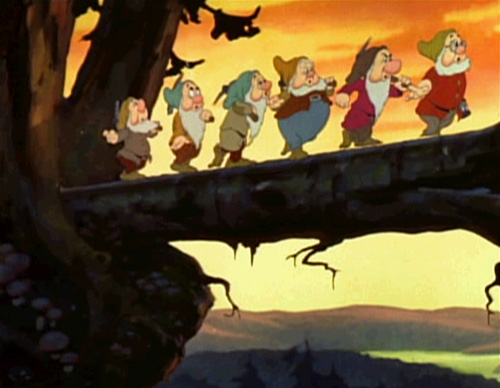
Fotograma de la película Blancanieves y los siete enanitos (Walt Disney Pictures, 1937).

El cine de animación ha aprovechado este hecho para llevar a la pantalla algunas películas que parten de cuentos de los Grimm; así, Walt Disney produjo en 1937 la película Blancanieves y los siete enanos, en 1950 La Cenicienta y en 1959 La Bella Durmiente, si bien estas dos últimas películas se basan también en las dos versiones de los dos cuentos que escribió el escritor francés Charles Perrault (1628-1705).
La popularidad de los hermanos aumentó en la década de los sesenta cuando Metro-Goldwyn-Mayer y Cinerama Productions Corporation coprodujeron con Bavaria Film, de Alemania Federal, la superproducción El maravilloso mundo de los hermanos Grimm (1962), que fue la primera película de ficción estrenada con el proceso de triple proyección conocido como Cinerama. Basada en la biografía Die Brüder Grimm de Hermann Gerstner, la película relata los años azarosos de los autores, antes de su consagración, cuando escribían la biografía de un duque para sostener a sus familias y Wilhelm ponía en peligro el empleo con su fascinación por los cuentos infantiles. Dirigida por Henry Levin, la trama incluye tres cuentos: La princesa bailarina, El zapatero y los duendes y El hueso cantor, que fueron dirigidos por el experto húngaro en efectos especiales George Pal. Wilhelm fue interpretado por el actor británico Laurence Harvey, y Jacob por el alemán Karlheinz Böhm, secundados por populares actores de la época como Claire Bloom, Barbara Eden, Walter Slezak, Yvette Mimieux, Russ Tamblyn, Terry-Thomas, Buddy Hackett, Martita Hunt, Jim Backus y Oscar Homolka.
En 1969, los estudios Soyuzmultfilm estrenaron un cortometraje musical de dibujos animados basado en cuentos de los Hermanos Grimm y dirigido por Valentina Brumberg (Валентина Брумберг, 1899 - 1975) y Zinaida Brumberg (Зинаида Брумберг, 1900 - 1983), titulado La princesa caprichosa (Капризная принцесса).
Durante la década de los años 70 y los años 80 se emitieron diversas series de animación japonesa (anime) que recopilaban muchos de los cuentos versionados por los dos escritores alemanes: la más popular fue la serie de Nippon Animation Los cuentos de los Hermanos Grimm. En los años 1990 también hubo diversas series y colecciones de producción japonesa, estadounidense y australiana, entre otras, que aunque aprovechando los lanzamientos de la Disney para venderse, relataban las versiones de modo más fiel que la afamada productora.
En 1998 la Twentieth Century Fox Film Corporation lanzaba una particular versión de Cenicienta con la película Por siempre jamás, dirigida por Andy Tennant y protagonizada por Drew Barrymore y Anjelica Huston, donde se mezclaban ligeramente las dos versiones escritas por Grimm y Perrault.

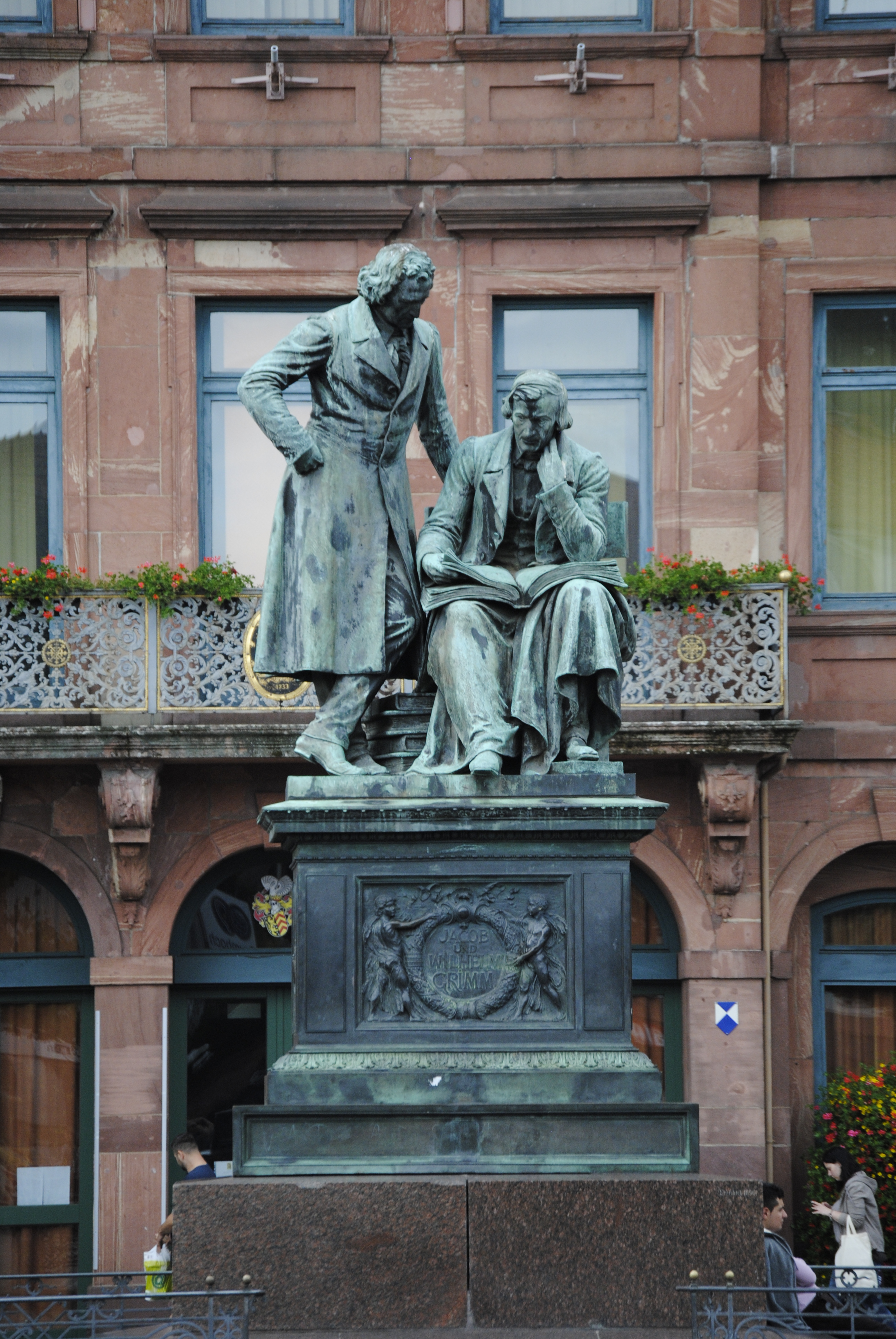
Monumento Nacional a los Hermanos Grimm (1889), del escultor y pintor alemán Syrius Eberle, ubicado en la plaza del mercado en Hanau, Hessen (Alemania).

En 2005 se estrenó The Brothers Grimm, dirigida por Terry Gilliam, una película que narra las vivencias apócrifas de los dos hermanos. En 2010 Walt Disney Company vuelve a recurrir al mundo de los cuentos de hadas con el personaje de Rapunzel en la película Enredados (animada por CGI). Además, en octubre del 2010 se estrenó el primer capítulo de la ya renombrada y famosa serie de televisión Once Upon a Time, dirigida por Adam Horowitz, quien se basó en muchos de los cuentos de los hermanos Grimm para realizar los episodios de la serie. En 2011 se estrenó Red Riding Hood (La chica de la capa roja), dirigida por Catherine Hardwicke y protagonizada por Amanda Seyfried
En 2012 se estrenaban tres películas basadas en el cuento de Blancanieves. De un lado Mirror, Mirror (Espejito, espejito), dirigida por Tarsem Singh, y protagonizada por Lily Collins y Julia Roberts. Poco después, Universal Pictures presentó en la gran pantalla Snow White & the Huntsman (Blancanieves y la leyenda del cazador, en España), dirigida por Rupert Sanders e interpretada por Kristen Stewart y Charlize Theron. Y finalmente la película española Blancanieves, dirigida por Pablo Berger y protagonizada por Maribel Verdú y Macarena García. En 2013 se estrenó Hansel y Gretel: cazadores de brujas (en Latinoamérica y España), o Hansel & Gretel: Witch Hunters (en inglés), de Paramount Pictures, dirigida por Tommy Wirkola y con las actuaciones en papeles principales de Gemma Arterton, Jeremy Renner, Famke Janssen, Ingrid Bolso Berdal. En 2016 se estrena El cazador y la reina del hielo, secuela de Blancanieves y la leyenda del cazador, dirigida por Cedric Nicolas-Troyan y protagonizada nuevamente por Charlize Theron y esta vez acompañada por Emily Blunt, Chris Hemsworth, Nick Frost, Sam Claflin, Rob Brydon y Jessica Chastain. Además, la serie de películas animadas de Shrek hace continuas referencias a los cuentos de los hermanos Grimm, ya que los personajes viven en un mundo de fantasía poblado de seres de cuentos de hadas.

## En la televisión
En el año 1978 se estrenó para la televisión de Estados Unidos la película musical Once Upon a Brothers Grimm.
En la serie de animación Las tres mellizas, las protagonistas titulares eran enviadas en cada episodio a las historia de un cuento, varios de ellos siendo historias de los hermanos Grimm (entre ellos La Cenicienta, La bella durmiente, Blancanieves, y Hansel y Gretel).
Entre 1987 y 1989 la productora japonesa  Nippon Animation emitió la serie de dibujos animados Cuentos de los hermanos Grimm (グリム名作劇場), con un total de 47 episodios, la cual fue doblada y transmitida en los años 90 en países como Estados Unidos, España, Perú y Colombia.
En la serie de animación Simsala Grimm, los protagonistas viajaban al interior de un cuento diferente en cada episodio (para ello introduciéndose en un libro con los rostros de Jacob y Wilhelm Grimm en la portada), la mayoría siendo, haciendo alusión al título de la serie, cuentos de los hermanos Grimm, entre otros cuentos de otros autores.
El canal Universal estrenó en 2011 una serie policial llamada Grimm. Situada en la actual Portland (Oregón), la serie da un nuevo giro a las historias de los hermanos Grimm. El protagonista de la serie, Nick Burkhardt, es un detective de homicidios que se entera de que es un descendiente de los Grimm, personas genéticamente diferentes que pueden ver a los Wesen (monstruos que se esconden en el interior de ciertos seres humanos), sin su consentimiento. Los Grimm se habían dedicado, tradicionalmente, a luchar a muerte por mantener a la humanidad a salvo de estas criaturas. Sin embargo, Nick da un nuevo sentido a lo que es ser un Grimm, con la ayuda constante de los demás personajes: Monroe, un blutbad retirado de la caza, o comúnmente conocido como el "lobo feroz" de cuentos infantiles; Rosalee, una fuchsbau con un pasado oscuro pero mucho que enseñar; Bud, un eisbiber con mucho coraje, entre otros personajes.

## En teatro
En el 2010 se estrenó en Argentina un espectáculo llamado Los fabulosos Grimm, protagonizado por Gustavo Monje y Giselle Pessacq, reinventando los cuentos y dándole una mirada más teatral. Obtuvo una gran repercusión de crítica y público. La obra realizó funciones hasta el 2012. Siendo destacado por los Premios Teatro del Mundo 2010 y ganador de los premios ATINA en los rubros: "Espectáculo", "Intérprete masculino" (Gustavo Monje), "Intérprete femenina" (Giselle Pessacq), "Coreografía" (Vanesa García Millán) y "Vestuario" (Alberto Mauri).

## Ediciones en español
- Grimm, Jacob; Grimm, Wilhelm (2020). Hermanos Grimm. Edición anotada. Edición del bicentenario. Ediciones Akal. ISBN 978-84-460-4989-0.
- Grimm, Jacob; Grimm, Wilhelm (2019).  Helena Cortés Gabaudan, ed. Los cuentos de los hermanos Grimm, tal como nunca fueron contados. Primera edición de 1812, cartoné, La Oficina de Arte y Ediciones. ISBN 978-84-949714-8-8.
- Grimm, Jacob; Grimm, Wilhelm (2015). Jacob y Wilhelm Grimm. Cuentos completos. Cuatro volúmenes, rústica, bolsillo. Alianza Editorial.
- Grimm, Jacob; Grimm, Wilhelm (2006). Todos los cuentos de los hermanos Grimm. Madrid: Editorial Rudolf Steiner & Mandala ediciones. ISBN 978-84-89197-57-2.